# Station Berlin-Wollankstraße
Het Station Berlin-Wollankstraße is in oorsprong een station van de in 1877 geopende Berliner Nordbahn. Het ligt in het stadsdeel Pankow van het gelijknamige district.

## Geschiedenis
Bij de opening heette het station Prinzenallee en tot 1891 was het een stop op verzoek. In 1879 werd de naam gewijzigd in Pankow (Prinzenallee) en in 1893 in Pankow (Nordbahn).
Toen in 1903 de spoorbaan verhoogd werd, werd de hoofdingang aan de Sternstraße vervangen door een nieuwe aan de Wollankstraße, met behoud van de toegang Sternstraße.
Als een der eersten werd de lijn geëlektrificeerd, waardoor het vanaf 5 juni 1925 een S-bahn-station werd. Op 3 oktober 1937 kreeg het zijn huidige naam.
Door oorlogsschade was het station van april tot juni 1945 gesloten. Vanaf 19 juli 1945 werd er weer onder elektrische tractie gereden.
Tijdens de periode van de Berlijnse Muur had het als bijzonderheid dat het weliswaar op Oost-Duits grondgebied lag, maar enkel vanuit West-Berlijn toegankelijk was en door treinen van het West-Berlijnse net werd bediend. De muur zelf stond op de oostelijke rand van het station en de toegang naar Oost-Berlijn was versperd. Aanvankelijk kon men vanuit het station Oost-Berlijnse woningen binnenkijken.
In 1962 werd door een verzakking van het perron een vluchttunnel ontdekt die vanuit het westen door de spoorberm heen gegraven werd. Hij werd ontdekt voor hij kon worden gebruikt.
Na de overname op 9 januari 1984 werd de S-Bahn beperkt tot een basisbediening, waar dit station niet bijhoorde. Na protesten onder andere door inwoners van Frohnau, werd de lijn naar Frohnau, waaraan Wollankstraße ligt, op 1 oktober 1984 weer in gebruik genomen.
Thans wordt het station bediend door de lijnen S1, S25 en S26.